# Список умерших в 1181 году
В этой статье представлен список известных людей, умерших в 1181 году.
См. также: Категория:Умершие в 1181 году'

## Январь
- 30 января — Император Такакура (19) — Император Японии (1168—1180).
- Джованни Конти — кардинал-священник Санти-Джованни-э-Паоло (1150—1181), римский викарий (1178—1181).

## Март
- 13 марта — Симон III де Монфор — сеньор де Монфор-л'Амори (1137—1181), граф д'Эврё (1140—1181)
- 16 марта — Генрих I Щедрый — граф Шампани (1152—1181), участник второго крестового похода.
- 20 марта — Тайра-но Киёмори — японский политический деятель и полководец конца эпохи Хэйан. С 1153 — глава клана Тайра, дайдзё-дайдзин (1167)

## Апрель
- 1 апреля — Ромуальд Салернский — архиепископ Салерно (1153—1181), государственный деятель Сицилийского королевства, хронист.
- 5 апреля — Раймунд Беренгер III (IV) — граф Прованса (1173—1181), граф Сердани (1162—1168)

## Июнь
- 29 июня — Вульгрин III — граф Ангулемский (1179—1181).
- 30 июня — Гуго де Кевильок — граф Честер (1153—1181).

## Август
- 14 августа — Арнуль де Шини[фр.] —епископ Вердена (1172—1181)
- 30 августа — Александр III — папа римский (1159—1181).

## Октябрь
- 4 октября — Герман — герцог Каринтии (1161—1181).
- 17 октября — Гильом V — граф Невера, граф Осера и граф Тоннера (1175—1181).
- 23 октября — Адела Мейсенская — королева-консорт Дании (1152—1157), жена Свена III.

## Ноябрь
- 4 ноября — Детлеб[нем.] — епископ Оломоуца (1172—1181)
- 26 ноября — Роджер де Пон Л'Евек[англ.] — архиепископ Йоркский (1154—1181)

## Декабрь
- 19 декабря — Абуль-Баракат аль-Анбари — арабский грамматист и филолог.
- 28 декабря — Бертольд II, граф Тироля (с ок. 1180).

## Дата неизвестна или требует уточнения
- Адальпрет Триентский — епископ Триента с 1160, убит[1].
- Андрей Володшич, князь из полоцкой ветви династии Рюриковичей.
- Ас-Салих Исмаил аль-Малик[англ.] — эмир Дамаска (1174), эмир Алеппо (1174—1181).
- Николо Бараттьеро, итальянский архитектор, работавший в Венеции.
- Бернар III, сеньор де Саматан и де Мюре (1145—1176), граф Комменжа (1153—1176) из Дома Комменж.
- Бертран I де Бо — принц Оранский (1173—1181), сеньор де Бо (1177—1181)
- Бозо Брейкспир — кардинал-священник церкви Косьмы и Дамиана (1155—1181), камерленго римско-католической церкви (1158—1159).
- Гальгано Гвидотти, итальянский рыцарь, святой римско-католической церкви.
- Людвиг II — граф Вюртемберга (1158—1181)
- Люй Цзуцянь — философ-неоконфуцианец, предтеча Чжэдунской школы, один из «трёх мудрецов Юго-Востока»
- Тьерри IV де Лоррен[фр.] — епископ Меца (1174—1179).
- Хамфри III де Богун — Лорд Верховный констебль Англии (ок. 1172—1181). Дата смерти предположительна.
- Эскиль Лундский[нем.] — архиепископ Лунда (1137—1177)